# Mesquita de Cufa

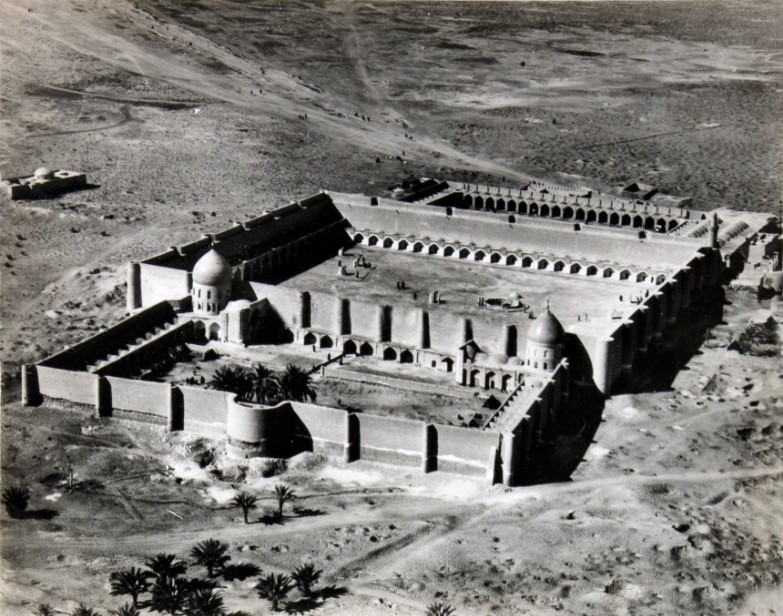
A mesquita em 1915

A Mesquita de Cufa (em árabe: مسجد الكوفة المعظم; romaniz.: Masjid al-Kufa) localizada em Cufa, no Iraque, é uma das mais antigas mesquitas do mundo. Foi construída no século VII e contém os restos de Muslim ibne Acil - primo de Huceine ibne Ali, seu companheiro Hani ibne Urua, e o revolucionário Mukhtar al-Thaqafi.

## Dimensões
Atualmente a área de construção é de aproximadamente 11.000 m2. A mesquita contém nove santuários e quatro locais tradicionais. Ela tem quatro minaretes e é acessada por cinco portas, sua construção inicial data do 670.